# İzel Çeliköz
İzel Çeliköz (Yalova, 29 aprile 1969) è una cantante turca.

## Discografia
- 1995 Adak
- 1997 - Emanet
- 1999 - Bir Küçük Aşk
- 2001 - Bebek
- 2003 - Şak
- 2005 - Bir Dilek Tut Benim İçin
- 2007 - Işıklı Yol
- 2009 - İzel